# Tattai járás

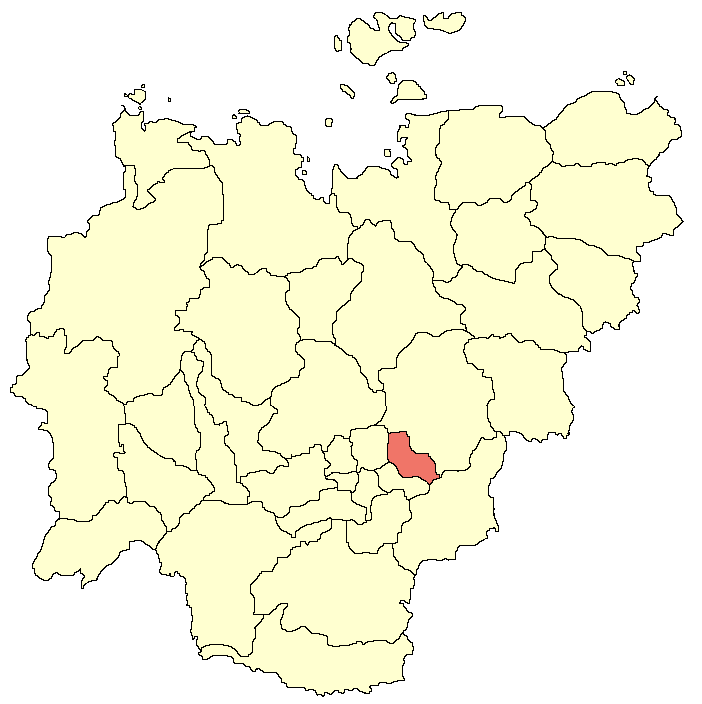
A Tattai járás Jakutföldön

A Tattai járás (oroszul Таттинский улус, jakut nyelven Таатта улууһа) Oroszország egyik járása Jakutföldön. Székhelye Itik-Kjujol.

## Népesség
- 1989-ben 15 933 lakosa volt, melynek 95,2%-a jakut, 2,3%-a orosz, 0,3%-a evenk, 0,2%-a even.
- 2002-ben 16 601 lakosa volt.
- 2010-ben 17 242 lakosa volt, melyből 16 888 jakut, 85 evenk, 82 orosz, 57 even, 30 jukagir stb.